# Konungsbacken
Konungsbacken är ett naturreservat i Mörbylånga kommun i Kalmar län.
Området är naturskyddat sedan 2009 och är 112 hektar stort. Reservatet består av betesmarker med ekar, ädellövskog och lövsumpskog.